# Gabriel Bonnot de Mably
Gabriel Bonnot de Mably, chiamato anche Abbé de Mably (Abate di Mably) o più semplicemente Mably (Grenoble, 14 marzo 1709 – Parigi, 2 aprile 1785), è stato un filosofo e politico francese.
Nacque a Grenoble in una famiglia della nobiltà di toga e, così come il suo fratello più giovane, il celebre filosofo Étienne Bonnot de Condillac prese i voti religiosi. Fu un celebre scrittore del XVIII secolo, massone, membro della celebre loggia parigina "Les Neuf Soeurs" del Grande Oriente di Francia.

## Biografia
Studiò presso un collegio di Gesuiti, e presto tentò la carriera ecclesiastica iscrivendosi al seminario. Abbandonò questo sentiero per entrare nel corpo diplomatico nel 1742. La sua carriera diplomatica fu breve, poiché finì nel 1746. In seguito si concentrò sugli studi accademici, ragione principale per la quale è conosciuto. Alla sua morte la salma venne inumata nella chiesa di Saint Roch a Parigi.

## Opere
Il suo contributo più celebre è Entretiens de Phocion, un dialogo la cui prima pubblicazione risale al 1763, che introduce i temi del suo pensiero maturo. Tuttavia esistono altre due opere pubblicate postume che successivamente ebbero una profonda influenza sulle prime delibere dell'assemblea degli Stati Generali nel 1789, una versione ampliata di un precedente lavoro risalente al 1765 dal titolo Histoire de France e Des droits et des devoirs du citoyen, scritto nel 1758 che Mably non pubblicò ma incaricò il suo esecutore testamentario di pubblicarlo dopo la sua morte. Apparve nel maggio 1789 riscuotendo un grande successo, nonostante gli sforzi delle autorità di sopprimerlo confiscandone molte copie. Sfortunatamente, il modo in cui venne condotta la rivoluzione in seguito fu proprio quello da cui Mably mise in guardia nel suo libro.
La sua opera contribuì ai posteriori concetti sia di comunismo che di repubblicanesimo. Sostenne l'abolizione della proprietà privata, che considerava incompatibile con solidarietà ed altruismo, e stimolo degli istinti antisociali ed egoistici dell'individuo. Gli scritti di Mably contengono un paradosso: egli loda l'elitario Platone, ma anche le illuminate visioni stoiche sulla naturale eguaglianza umana. Mably è andato anche oltre alla tradizionale argomentazione stoica circa il possesso di una scintilla divina, così come superò la dottrina liberale delle egualitarismo legale, sostenendo l'eguaglianza delle esigenze. La sua tesi che la virtù sia superiore alle ricchezze materiali, criticando l'ozio, trovò sostegno presso i critici della ricchezza ereditata e della nobiltà inoperosa.
Le opere complete di Mably furono pubblicate in 15 volumi nel 1794-1795 con un necrologio/biografia di Gabriel Brizard.

### Elenco delle 18 opere pubblicate da Gabriel Bonnot de Mably (1709-1785)
- Parallèle des Romains et des François par rapport au governement (1740)
- Lettres à Madame la Marquise de P... sur l'Opéra (1741)
- Le droit public de l'Europe fondé sur les traités conclus jusqu'en l'année 1740 (1746)
- Observations sur les Grecs (1749)
- Observations sur les Romains (1751)
- Des principes des négociations pour servir au Droit public fondé sur les traités (1757)
- Entretiens de Phocion, sur l’introduction de la morale avec la politique, traduits du grec de Nicoclès, avec des remarques (1763)
- Réponse de M. Abbé de Mably à M. Abbé Rome (1764)
- Observations sur l'histoire de France, Books I - IV (1765)
- Observations sur l'histoire de la Grèce, ou Des causes de la Prospérité et des malheurs des Grecs (1766)
- Doutes proposées aux philosophes économistes sur l’Ordre naturel et essentiel des sociétés politiques (1768)
- Du commerce des grains (1775)
- De l'étude de l'histoire à Monseigneur le prince de Parme, Tome XVI du cours d'études pour l'instruction du Prince de Parme, aujourd’hui S.A.R. l'Infant D. Ferdinand, duc de Parme, Plaisance, Gasuelle etc. par M. l'Abbé de Condillac (1775)
- De la législation, ou Principes des lois (1776)
- Du gouvernement et des lois de la Pologne (1771 or 1776 ?)
- De la manière d'écrire l'histoire (1783)
- Principes de morale (1784)
- Observations sur le gouvernement et les lois des États-Unis d’Amérique (1784)

### Pubblicazioni postume di singoli scritti (1786-1794)
- Observations sur l'histoire de France, nouvelle édition précédée de l'éloge historique de L'auteur par M. l’abbé Brizard (1788)
- De la situation politique en Pologne en 1776
- Le Banquet des politiques
- De l'étude de la politique
- Des maladies politiques et de leur traitement
- Des droits et des devoirs du citoyen (1789, ristampato nel 1793, ma scritto nel 1758)
- Du commerce des grains
- De la superstition
- Notre gloire et nos rêves
- De la paix d'Allemagne
- De la mort de l'impératrice-reine
- L'oracle d'Apollon
- Des talens
- Du beau
- Du développement, des progrès et des bornes de la raison
- Le compte rendu
- La retraite de M. Necker
- Du cours et de la marche des passions dans la société

### Opere complete postume sino al 1795
- Œuvres complètes de l'Abbé Mably précédées nouvelle édition précédée de l'éloge historique de l'auteur par M. l'abbé Brizard, 12 vol., edizione Londinese leggermente incompleta (1789)
- Œuvres complètes de l'abbé Mably, 19 vol., Toulouse (Sens) & Nîmes (Gaude) edition, (1791)
- Œuvres complètes de l'abbé Mably, nouvelle édition; revue, corrigée et augmentée, 19 vols. Toulouse (Sens) & Nîmes (Gaudeedition), (1793)
- Collection complète des œuvres de l'abbé Mably, 15 vols. Paris edition (Desbrières), (1794/1795) più completa rispetto alle precedenti edizioni.